# Rökstenen
Rökstenen, med signum Ög 136, är en av Sveriges mest kända runstenar. Dess inskrift anses med sina 760 tecken vara världens längsta runinskrift. Stenen är belägen vid Röks kyrka i Röks socken, Ödeshögs kommun och Lysings härad i Östergötland. Rökstenen sägs ibland vara startpunkten för den svenska litteraturens historia som det äldsta bevarade litterära verket.
Stenen är ett block av ljusgrå finkornig granit, cirka 382 cm hög (varav 125 cm under marken), 138 cm bred samt mellan 19 och 43 cm tjock. Stenblocket har förmodligen hämtats i närheten.

## Historia

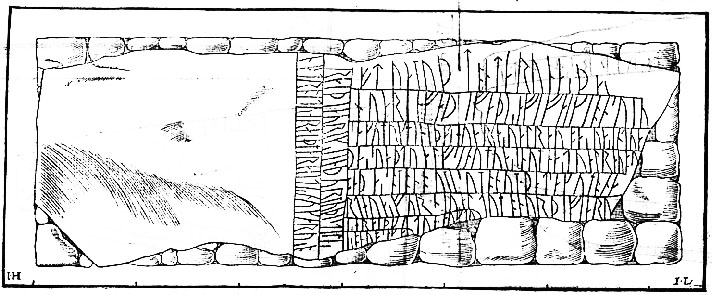
Hadorphs träsnitt av Rökstenen inmurad i Röks kyrkas tiondebod på 1670-talet.

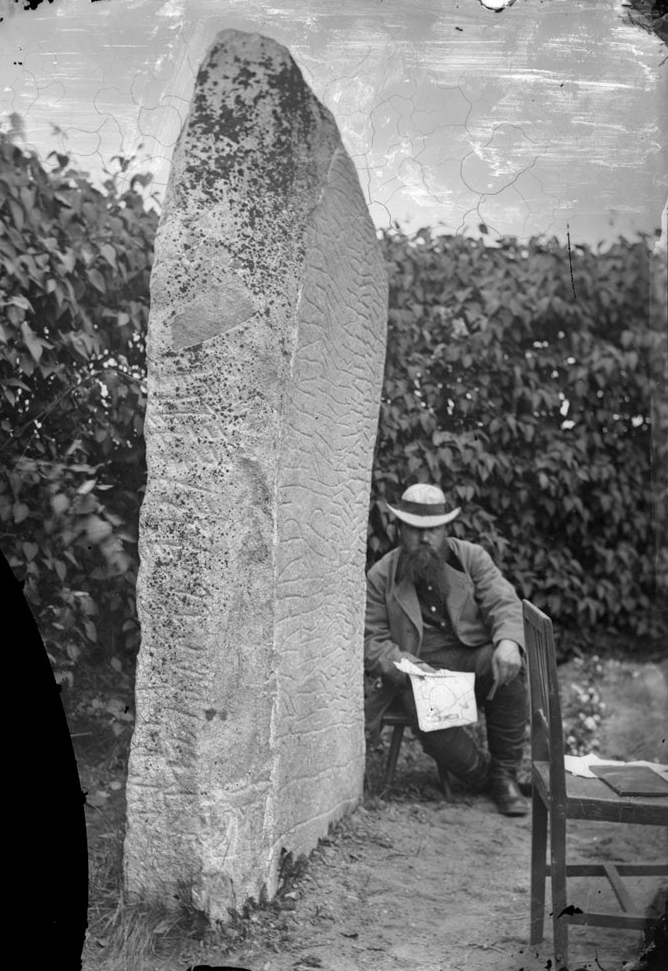
Riksantikvarie Hans Hildebrand begrundar rökstenen 1890.

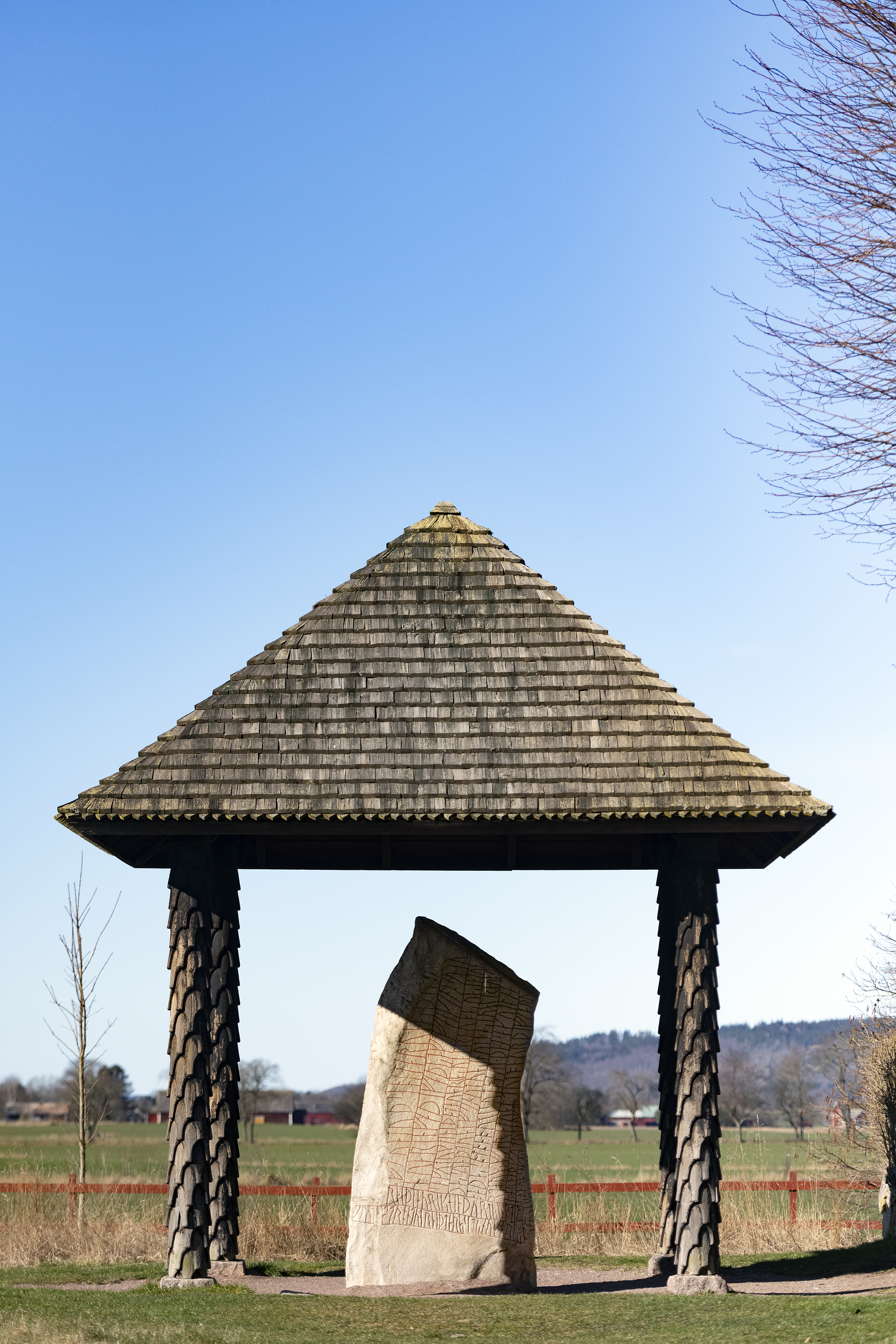
Rökstenen Ög 2020.

Rökstenen restes sannolikt under första halvan av 800-talet. För detta talar det ålderdomliga språket som utgör en tidig form av fornnordiska, vilken skiljer sig från språket på 1000-talets runstenar. Ett avsnitt har tolkats som att Tjodrik (allmänt förmodat vara Theoderik den store) dött för nio mansåldrar sedan vilket också placerar runstenen i början av 800-talet. Runristaren har använt en futhark bestående av endast 16 tecken, vilket förmodligen gjort texten svår att förstå även för samtida läsare.
Man vet inte var stenen ursprungligen var placerad, men troligen stod den nära sin nuvarande plats. I början av 1600-talet upptäckte riksantikvarien Johannes Bureus att stenen var inmurad med framsidan utåt i stenmuren till en bod för förvaring av tionde som byggts intill Röks kyrka från 1100-talet. Bureus ritade av och publicerade en teckning av stenen i sin Monumenta Sveo-Gothica hactenus exsculpta, utgiven 1624. Under 1670-talet var fornforskaren och sekreteraren i Antikvitetsverket Johan Hadorph på platsen och återgav stenen på ett träsnitt. Detta träsnitt publicerades 1750 i Johan Göranssons runologiska verk Bautil. I Carl Fredric Broocmans beskrivning över Östergötland från 1760-talet står det: "Af gamla Minnes-märken är uti Kyrkobods-muren en Runsten insatt, som är aldeles obegripelig och oläslig."
När den gamla kyrkan och  tiondeboden revs år 1843 upptäcktes att stenen hade runor på alla sidor. Prosten Hedmark ritade av de tidigare okända sidorna och lät därefter mura in stenen i vapenhuset i den nya kyrkan. På uppmaning av Vitterhetsakademien togs stenen 1862 åter ut ur väggen och restes vid den västra kyrkogårdsmuren. 1933 flyttades den till sin nuvarande plats utanför kyrkogården och försågs med ett skyddande tak. Det är troligt att stenen tidigare hade en rakare position än den nuvarande. Placeras de vertikala ristningarna lodrätt så kommer de nedre raderna att hamna horisontellt.
På baksidans högra kant finns en skada som troligen uppkommit i samband med att stenen togs ur kyrkoboden 1843. Även på vänstra smalsidan finns det en skada som av vittringen att döma uppkom långt innan kyrkan byggdes.

## Stenens namn
Namnet "Rökstenen" är något av en tautologi. Stenen heter så eftersom den hittades i orten Rök, men orten har möjligen fått sitt namn efter stenen. Det är möjligt att stenen på 800-talet restes i vad som var bygdens medelpunkt och att kyrkan 300 år senare byggdes på samma plats. Det fornnordiska ordet raukr som blev till røk på fornsvenska betyder ungefär "stapel" eller "toppigt föremål", jämför gutniskans rauk med samma ursprung. En alternativ förklaring är att namnet Rök har koppling till vatten, dimma.

## Texten

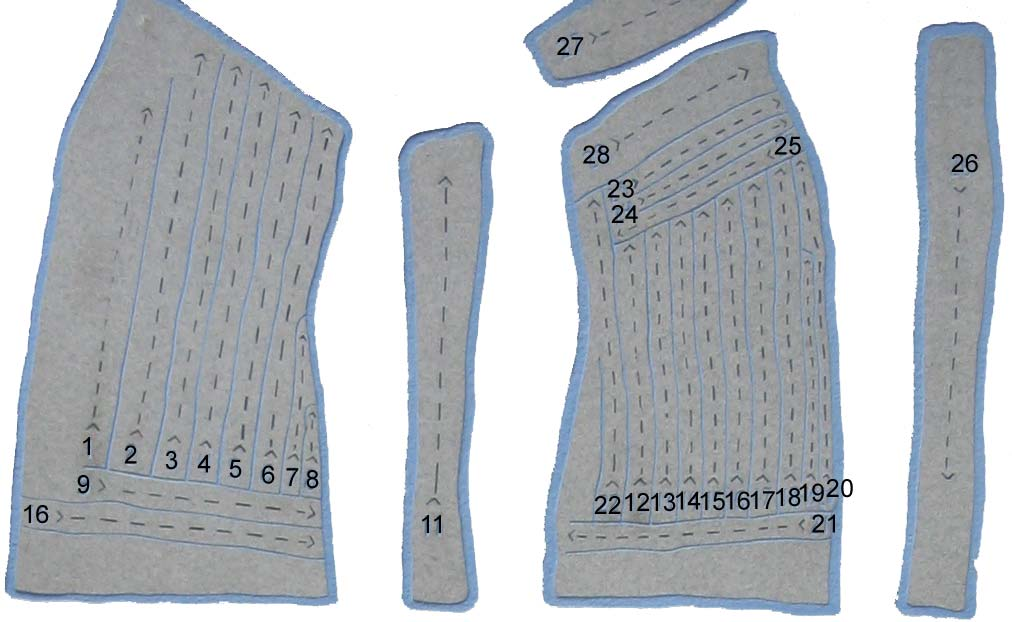
Läsordning enligt Riksantikvarieämbetets information

Alla stenens sidor, även den del som vetter uppåt, är nästan helt täckta med runor, totalt cirka 760 tecken. Runorna är i regel av kortkvisttypen. Ristningen är jämnt och fint huggen och är uppenbarligen utförd av en yrkesman. Arbetet verkar vara noggrant planerat för att ristningen helt ska utnyttja det utrymme som stenen erbjuder. Under arbetets gång har säkert stenblocket legat på marken och texten har varit ritad eller målad på stenen innan själva ristandet. Språket och stavningen ger intryck av en ristare som har stor vana av att använda skriftspråk. Delar av texten har dessvärre gått förlorade. 
Skiljetecken förekommer endast efter större avdelningar av inskriften, ej mellan ord. Samma runa ristas aldrig två gånger i följd, inte ens då den skulle stå både i slutet av ett ord och början av nästa ord, dock med undantag av rad 19.
Rökstenen berättar en säregen och dunkel historia om flera kungar och återger troligen delar av en nordisk mytologi som sedan dess gått förlorad. Sannolikt är skriften avsiktligt dunkel, kanske för att briljera eller visa hur insatt i myter och berättelser ristaren varit. I texten används poetiska ord och vändningar, valrauf ("krigsbyte"), meðr Hraiðgutum ("hos reidgoterna"), hestr Gunnar ("Gunns häst" eller Sigyns häst) och an urði fjaru ("blev utan liv").
Det finns en rad tolkningar av texten och orsaken till skillnader är flera. Större delen av texten är ristad med den yngre runraden som endast hade 16 tecken, däribland två tecken för "a" (vanligt "a" och nasalt "a") och två för "r" (vanligt "r" och palatalt "r"). Samma tecken måste därför användas för flera ljud, "t" kan stå både för "t" och "d", "b" kan betyda både "b" och "p". Orden i varje mening skiljs inte åt genom mellanrum utan skrivs istället ihop och därför kan man inte avgöra ifall det uttryck som återkommer flera gånger i texten, "sakumukmini", ska förstås som sagum ungmenni þat ("jag säger för de unga") eller sagum mogminni þat ("jag säger det folkminnet").

### Teoderik-strofen (rad 9-11)
Raderna 9-11 brukar kallas för Teoderik-strofen. Avsnittet är skriven på versmåttet fornyrdislag. 
Teoderik-strofen på fornnordiska:
raiþ þiaurikR hin þurmuþi
stiliR ● flutna strontu hraiþmaraR
sitiR nu karuR o ● kuta sinum
skialti ub fatlaþR skati marika

### 24-typiga futharken (rad 21-22)
Två av raderna på Rökstenen har runor som skiljer sig ifrån de andra runorna genom att tillhöra den 24-typiga futharken. Anledningen till att ristaren här använt 24-typiga futharken kan ha varit för att förvirra läsaren.

### Förskjutningschiffer A (rad 23)
Rad 23 tros vara ett förskjutningschiffer. Där står airfbfrbnhnfinbantfąnhnu vilket inte betyder något. Om man ersätter varje tecken av det närmast följande blir det istället sakumukminiuaimsiburiniþ.

### Förskjutningschiffer B (rad 24b)
Efter ordskillnadstecknet på rad 24 återfinns också ett vad man tror andra förskjutningschiffer, där rhfþ rhis blir knuã knat ("Han kunde krossa").

### Isrunachiffer (rad 25)
I slutet av rad 25 finns ett chiffer som kan utläsas 2+2, 2+3, 1+1, vilket blir nit.

### Kvistrunechiffer (rad 26a)
Kvistrunornas olika antal kvistar tolkas av forskarna som orden [s]agum ukmini.

### Korschiffer (rad 27-28)
På Rökstenens ena sida, kallad baksidan, finns tre kors, och på toppytan finns ytterligare tre kors. Korsen är snedställda. Korsen och dess små kvistar tolkas som en sorts lönnskrift.

## Textens tolkning

### Etablerad tolkning

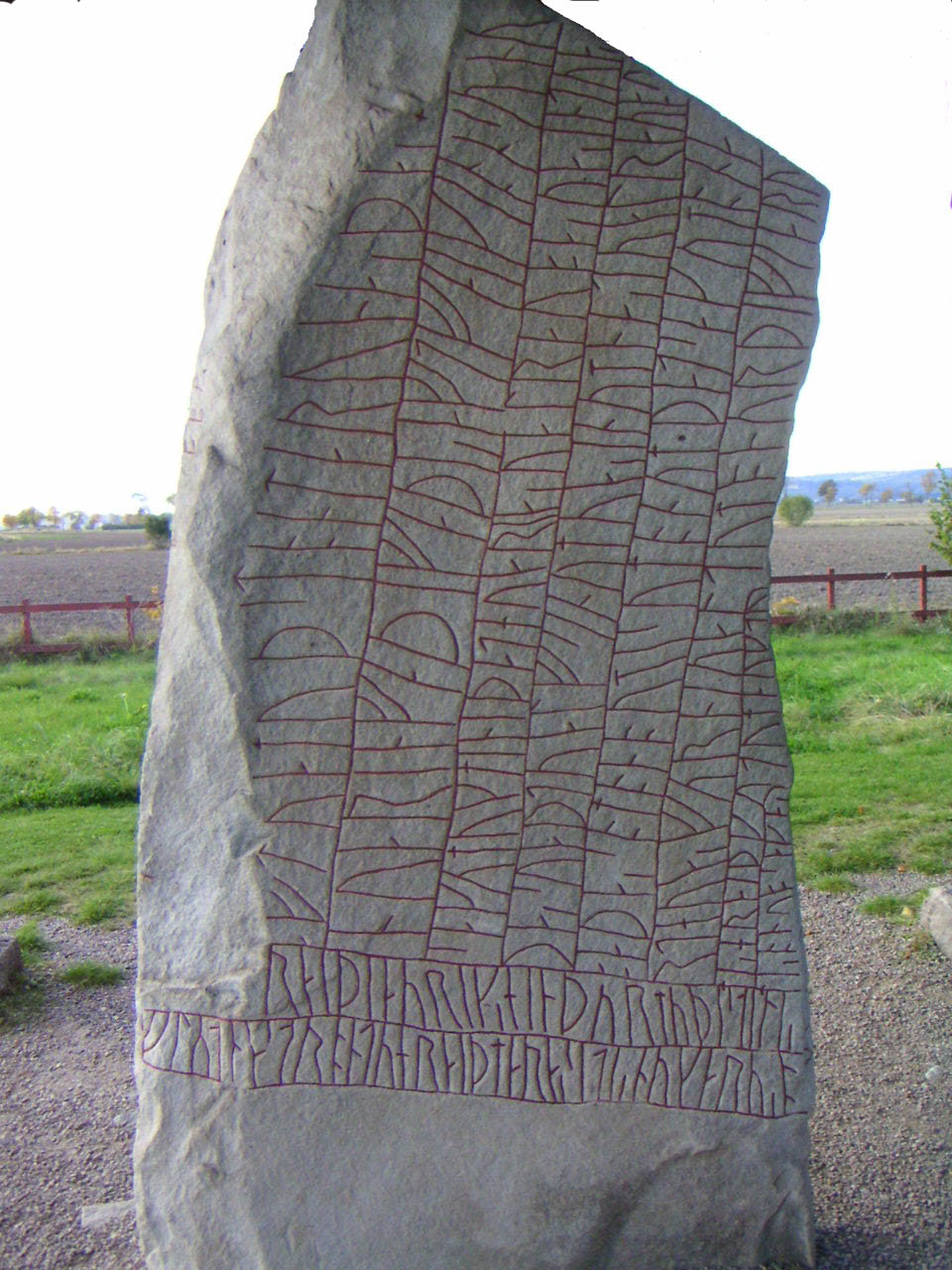
Rökstenen, östra sidan.

Segmentet raiþiaurikʀ hin þurmuþi har i tidigare tolkningar lästs som rēð Þiōðrīkʀ hinn þurmōði med betydelsen 'då rådde Tjodrik den dristige'. Tjodrik har antagits vara den gotiske kungen Theoderik den store. År 801 lät Karl den store flytta en stor ryttarstaty av Theoderik från Ravenna till Aachen, en ryttarstaty där Theoderik har skölden över vänster axel och en lans i den högra. Den norske språkforskaren Sophus Bugges teori var att dikten anspelade på denna staty, som nordmännen skulle ha lärt känna när de plundrade Aachen på 880-talet. I Bo Ralphs utvärdering av Rökstenens text från 2007 tolkas istället segmentet som raiþ iau rikʀ hin þurmuþi, rēð iau rinkʀ hinn þurmōði med betydelsen 'red på hästen den hugstore kämpen', eller, 'den hugstore kämpen red på hästen'.
| ” | Den modige mannen, sjökrigarnas hövding, seglar på ett skepp, den främste bland de främsta sitter på sin häst med skölden i remmen | „ |

Uttrycket "Gunns häst" kan vara en kenning för varg. Gun var en av valkyriorna som valde ut de krigare som skulle dö på slagfältet. Den häst som stridens valkyria rider på är en varg. Denna varg får sin föda på slagfältet.
Tolkningen av "Själland" på rad 15 är osäker och kan även översättas som "sjölunden" eller "lunden vid Sya", en plats 30 km från Rök. Namnet "Ingvaldsättlingarna" på rad 21 kan ha något samband med Ingvaldstorp, en by strax söder om Rök.
På rad 26 omnämns guden Tor genom ett komplicerat chiffer. Det finns många berättelser där Tor dödar en jätte. På rad 27 används ett chiffer för texten "sibi uia uari". Det kan tolkas som "Sibbe, viets väktare" och kan ha ett samband med platsen Sibberyd. En alternativ tolkning är att "Sibbe från Vi" skulle kunna ha ett samband med grannsocknen Väversunda.
Fastän mycket i texten är svårbegripligt är dess komposition någorlunda klar. Den består av tre huvuddelar, var och en innehållande två frågor eller gåtor och ett mer eller mindre poetiskt (men lika gåtfullt) "svar" på frågorna. Som Lars Lönnroth och efter honom Joseph Harris har klarlagt, påminner denna form om ett slags litterärt gåtspel som i Snorres Edda kallas greppaminni.
Nedan följer den tolkning av texten som finns angiven på Riksantikvarieämbetets informationsskylt bredvid Rökstenen.
| Rad | Nusvenska                                                       | Fornnordiska                                                |
| --- | --------------------------------------------------------------- | ----------------------------------------------------------- |
| 1   | Till minne av Vämod står dessa runor                            | aft uamuþ stonta runaR þaR                                  |
| 2   | Men Varin skrev dem, fadern, till minne av den döde sonen       | n uarin faþi faþiR aft faikion sunu                         |
| 3   | Jag säger de unga det, vilka de två stridsbytena var            | sakum ukmini þat huariaR ualraubaR uaRin tuaR               |
| 4   | som tolv gånger blev tagna som krigsbyte                        | þaR suaþ tualf sinum uaRin numnaR t ualraubu                |
| 5   | båda på en gång från man efter man. Det säger jag som det and-  | baþaR somon o umisum monum þat sakum ona                    |
| 6   | -ra vem som för nio släktled sedan miste livet                  | rt huaR fur niu altum on urþi fiaru                         |
| 7   | hos reidgoterna och han dog                                     | miR hraiþkutum auk tu                                       |
| 8   | hos dem till följd av sin skuld                                 | miR on ub sakaR                                             |
| 9   | Då rådde Tjodrik den dristige, sjökrigarnas                     | raiþ þiaurikR hin þurmuþi stiliR                            |
| 10  | hövding över Reidhavets kust. Nu sitter han rustad på           | flutna strontu hraiþmaraR sitiR nu karuR o                  |
| 11  | sin gotiska häst, med sköld över axeln, den främste av Märingar | kuta sinum skialti ub fatlaþR skati marika                  |
| 12  | Det säger jag som det tolfte var Gunns häst                     | þat sakum tualfta huar histR si ku                          |
| 13  | ser föda på slagfältet, där tjugo konungar                      | naR itu uituoki on kunukaR tuaiR tikiR sua                  |
| 14  | ligger. Det säger jag såsom det trettonde, vilka                | þ o likia þat sakum þritaunta huariR t                      |
| 15  | tjugo konungar satt på Själland under fyra                      | uaiR tikiR kunukaR satin t siulunti fia                     |
| 16  | vintrar, med fyra namn, födda                                   | kura uintur at fiakurum nabnum burn                         |
| 17  | åt fyra bröder. Fem med namnet Valke, Rådulfs sö-               | iR fiakurum bruþrum ualkaR fim raþulfs su                   |
| 18  | ner, fem Reidulf, Rugulfs söner, fem Haisl, Hord-               | niR hraiþulfaR fim rukulfs suniR hoislaR fim haruþ          |
| 19  | -s söner, fem Gunnmund, Björns söner.                           | s suniR kunmuntaR fim birnaR suniR                          |
| 20  | Nu för de unga säger fullständigt envar (?)... eftersporde (?). | nuk m--- (m)-- alu --(k)(i) ainhuaR -þ... ...þ ... ftiR fra |
| 21  | Jag säger de unga det, vem av Ingvalds-                         | sagwm mogmeni (þ)ad hOaR igOld                              |
| 22  | -ättlingarna som blev gäldad genom en hustrus offer             | iga OaRi gOldin d gOonaR hOsli                              |
| 23  | Jag säger de unga, åt vilken kämpe en ättling                   | sakum ukmini uaim si burin ni                               |
| 24  | är född. Vilen är det. Han kunde krossa                         | þR troki uilin is þat knuo knat                             |
| 25  | en jätte. Vilen är det. Nit.                                    | i iatun uilin is þat                                        |
| 26  | Jag säger de unga: Tor                                          | sakum ukmini þur                                            |
| 27  | Sibbe viets väktare                                             | sibi uia uari                                               |
| 28  | avlade nittioårig (en son)                                      | ul niruþR                                                   |

### Andra tolkningar
Författaren Viktor Rydberg publicerade 1893 sin undersökning Om hjältesagan å Rökstenen där han menar att de personer och händelser som nämns på stenen alla förekommer i sagan om Ragnar Lodbrok. 
Erik Brate, runforskare, publicerade ett flertal skrifter om Östergötlands runinskrifter. 1918 publicerades hans skrift om Rökstenen där han bland annat tolkar lönnrunorna på rad 27 och 28 genom att läsa dem från höger till vänster som "biari auiuis runimoþʀ", att Bjare från Visingsö har ristat runorna.
Otto von Friesen, runforskare och professor i svenska språket publicerade 1920 en monografi om Rökstenen där han ord för ord gick igenom texten och presenterade en tolkning. Raderna 1 och 2 är en minnesinskrift medan resten av texten består av 16 delar eller flockar. von Friesen menade att stenen var rest av Varin för att uppmana andra att ta hämnd på hans son Vämod som stupat i strid mot de tjugo kungarna. von Friesen tolkade inte þiaurikR som Theoderik den store utan som namnet på en hövding över ett folkslag, hreidgoterna, på Östersjöns södra kust mellan floderna Weichsel och Njemen som någon gång gjorde ett anfall mot en bygd, sannolikt Östergötland. Reidgotaland är Östpreussen, där goterna fanns kvar fram till 600-talet. Uttrycket "för nio släktled sedan" ska inte tolkas bokstavligt utan betyder att något hände för mycket länge sedan. von Friesen har också delat upp texten i 16 delar eller flockar och även 16 var ett magiskt tal.
Professorn i slaviska språk i Lund, Sigurd Agrell, har inom runologin blivit (ö)känd för sin uthark-teori där han flyttar f-runan sist i runraden, och genom gematriska beräkningar kommer fram till nya esoteriska meningar i runinskrifterna, speciellt de urgermanska. I sin studie Rökstenens chiffergåtor och andra runologiska problem från 1930 bygger han vidare på von Friesens tolkning. Stenen är enligt Agrell rest i två syften: "dels ett magiskt, dels ett panegyriskt-genealogiskt. Fadern har velat hedra den döde sonens minne inför samtid och eftervärld. Han har därför låtit inrista en hel rad antydningar om dennes börd, fullt begripliga för alla med dåtidens muntliga sagotradition förtrogna män". Ristningen mynnar i Agrells version ut i en vädjan till Oden: "Sannolikt har den dödes fader tidigare anropat Oden om hämnd. Därför har han blott nödigt att på minnesstenen göra en antydan: liksom Balder, din son, blev hämnad, må även min bliva det."
Språkhistorikern Elias Wessén gav 1958 ut sin Runstenen vid Röks kyrka och den text som Riksantikvarieämbetet skyltar med vid Rökstenen i dag följer i stort sett Wesséns tolkning av texten.

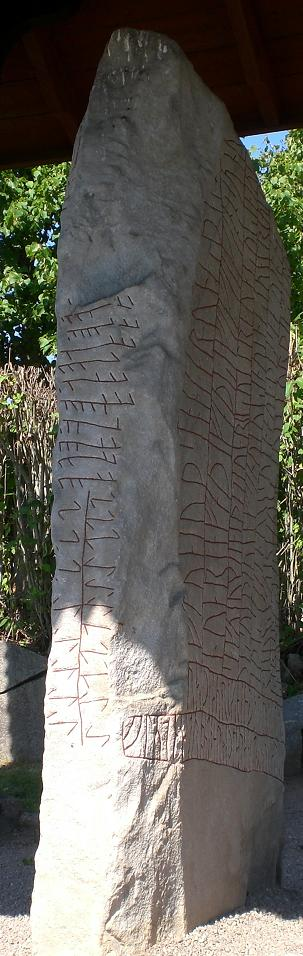
Rökstenen.

Historikerna Olle Häger och Hans Villius kritiserar von Friesens tolkning på flera punkter. Uppdelningen i 16 flockar är godtycklig, exempelvis består den sjunde flocken av ett enda ord, trąki. För att få ihop rader med 24 runor har von Friesen räknat raderna på ett mycket speciellt sätt. Att Varin skulle ha ristat stenen för att uppmana andra att hämnas dennes döde son är endast spekulation. De menar att texten ska läsas med början på framsidan, fortsätter med höger sida, baksidan, västersida och slutligen ovansidan. Läsaren läser texten genom att vandra motsols kring stenen och avslutar med de tre lönnrunorna.
Historikern Åke Ohlmarks gör flera tolkningar som andra uttolkare inte gjort, och en som påminner om Sigurd Agrells. De två stridsbyten som omnämns i den första avdelningen menar han är en anspelning på Völsungasagan och de två klenoderna ringen Andvaranaut och svärdet Gram som gick igenom 12 led. Klenoderna smiddes i historiens gryning av Volund, stals från denne av kung Nidud men klenoderna stals tillbaka av Volunds son Vittka. Vittka förvandlades till gäddan Andvare som sedan vaktade klenoderna i en fors tills han tvingades överlämna den till Loke, som gav dem till Oden som i sin tur tvingades överlämna ringen i böter till Hreidmar. Denne mördades för ringens skull av sin son Fafner som i sin tur dödades med klenodsvärdet av Sigurd Fafnesbane. Sigurd mördades i sin tur av sin svåger Gunnar som i sin tur mördades av Atle. Atle mördades med svärdet av sin maka Gudrun Gjukadotter vars söner Sörle och Hamder ärvde klenoderna. De förlorade dem till den amilska goterkungen Armanarik som dock dog av de sår han tillfogats av svärdet. Dennes brorsons sonsons son var Theoderik den store.
Inspirerad av Bo Ralphs tolkning, bland annat att det inte alls handlar om Teoderik, utan en kämpe till häst och att inskriften består av gåtor, sammansatte språkforskaren Per Holmberg en tvärvetenskaplig arbetsgrupp bestående av sig själv, runforskaren Henrik Williams, religionsvetaren Olof Sundqvist samt arkeologen Bo Gräslund. I januari 2020 presenterade de resultatet, att texten består av nio gåtor, där fyra har svaret Oden och fem har svaret Solen. Gåtorna handlar om Ragnarök, och de menar att det kan vara en besvärjelse eller uppmaning till kamp när den kommer. De menar att gåtorna refererar till en kraftig klimatavvikelse femhundra år tidigare (nio generationer enligt tolkningen) som Gräslund tidigare kopplat samman med den fimbulvinter som föregår Ragnarök.
Efter Bo Ralph har Jackie Nordström lagt fram en tolkning som i stora drag återgår från Ralphs Rigveda-koppling till standardvarianten.

### Normalisering av runorna
Ett försök till normalisering av runorna till tidig fornnordiska har gjorts av Rune Palm i "Vikingarnas språk".
Aft Vámoð standa rúnar þar, en Varinn fáði, faðir aft faigjan sunu.
Sagum mogminni þat, hverjar valraufar várin tvár þár, svað tvalf sinnum
várin numnar at valraufu, báðar saman á ýmissum mannum.
þat sagum annart, hvár fur niu aldum án urði fjaru meðr hraiðgutum auk
dó meðr hann umb sakar.
Réð þjóðrikr
hinn þurmóði,
stillir flutna,
strandu Hraiðmarar.
Sitir nú garur
á guta sínum.
skjaldi umb fatlaðr,
skati Mæringa.
þat sagum tvalfta, hvar hestr sé Gunnar etu véttvangi á, kunungar tvair tigir
sváð á liggja.
þat sagum þráttannda, hverir tvair tigir kunungar sátin at Sjólundi fjágura
vintur at fjágurum namnpnum, burnir fjágurum brøðrum - Valkar fim, Rádulfs
synir, Hraiðulfar fim, Rugulfs synir, Háislar fim, Haruðs synir, Gunnmundar
fim, Bjarnar synir.
Sagum mogminni, hvaim sé burinn niðr drengi - Vilinn es þat. Knúa knátti
jatun - Vilinn es þat.
Sagum mogminni - þórr
Sibbi, víaværi ól nírøðr

## Musik
Kompositören och sångerskan Karin Höghielm har tonsatt texten på Rökstenen. Första uppförandet skedde i Linköping den 21 november 2009 under ledning av Hans Lundgren. Konserten spelades in av Sveriges Radio P2. Ett senare framförande finns inspelat i Röks kyrka på cd med Östgöta Kammarkör och musiker ur Östgötamusiken med Hans Lundgren som dirigent.
Vikingmetalbandet King of Asgard tonsatte en engelsk översättning av de 19 första runraderna på rökstenen i "Vämods Tale" på sitt debutalbum Fi'mbulvintr 2010.